# Countdown to Infinite Crisis
Countdown to Infinite Crisis est un one-shot publié par DC Comics en mai 2005. Il est scénarisé par Geoff Johns, Greg Rucka et Judd Winick, et dessiné par Rags Morales, Ed Benes, Jesus Saiz, Ivan Reis et Phil Jimenez, chacun responsable d'un chapitre de l'histoire.

## Éditorial
Le one-shot sert de prologue à quatre mini-séries (Day of Vengeance, The OMAC Project, Villains United et Rann-Thanagar War) qui débouchent elles-mêmes sur le crossover Infinite Crisis.
La première édition originale de ce comics était vendue au prix d'un 1 $ pour 80 pages. La couverture est un dessin de Jim Lee peint par Alex Ross, on y voit Batman amener le corps non-identifiable d'un autre héros devant ses camarades. Pour la seconde édition, à 2 $, l'identité de la victime est révélée.

## Histoire
Tandis que Blue Beetle explore un endroit inconnu, on suit en flash-back les évènements des quatre derniers jours qu'il vient de vivre.
Oracle lui avait signalé que des fonds étaient siphonnés de ses comptes. Accompagné de son ancien collègue dans la Ligue de Justice, Booster Gold, il rend visite à une vieille connaissance, Maxwell Lord, qui ne les écoute pas. Il visite ensuite Batman, occupé par le Red Hood, et qui évoque devant Alfred le satellite Brother One, une création motivée par ce qui est arrivé au Dr. Light (révélé dans Identity Crisis), après son départ.
Le lendemain, Beetle signale un vol de kryptonite dans un de ses entrepôts, mais, après un bref passage, les autres héros le laissent seul. Il se fait attaquer par les Madmen, avant d'être aidé par Booster Gold. On découvre à cette occasion qu'un groupe de vilains apparemment menés par Lex Luthor, avec le Dr. Psycho, Talia al Ghul, Deathstroke, Black Adam, La Calculette et Dr. Light, prépare quelque chose, qui sera développé dans la mini-série Villains United.
Booster et Beetle travaillent à retrouver la trace de l'argent volé quand un éclair frappe l'ordinateur sur lequel ils travaillent, blessant grièvement Booster. Après l'avoir emmené à l'hôpital, Beetle découvre que le scarabée qui donnait ses pouvoirs à son prédécesseur s'est illuminé. Il se rend à Fawcett City pour consulter Captain Marvel, mais le scarabée le mène à Shazam, le sorcier qui a donné ses pouvoirs à Marvel, qui récupère le scarabée en expliquant que Captain Marvel est appelé ailleurs, évènements à suivre dans Day of Vengeance. 
De retour dans le monde normal, Blue Beetle est blessé quand le Scarab, son véhicule, explose; il est soigné à la Tour de Guet de la Ligue de Justice, ou Wonder Woman lui accorde son attention. Mais quand il quitte les lieux, l'attention du Martian Manhunter est plus concentrée sur la nouvelle de la guerre entre Rann et Thanagar, dont l'informe Adam Strange et qui fera l'objet de The Rann-Thanagar War.
Blue Beetle finit par découvrir dans ses lunettes un émetteur, dont la technologie est tirée de Skeets, robot qui accompagnait Booster Gold. Il en trace le signal pour aboutir à un château dans les Alpes suisses. Il y découvre une base de données contenant toutes les informations sur tous les héros et des accès à d'autres organisations (Projet Cadmus, S.T.A.R. Labs, D.E.O., Projet M, Progene Tech, Escadron Suicide). Il est capturé par Maxwell Lord qui lui révèle être à la tête d'un Checkmate différent de l'organisation gouvernementale américaine connue de tous, chargé de la surveillance des méta-humains. Beetle essaie de s'enfuir, neutralisant au passage Sasha Bordeaux, avant d'être arrêté par un OMAC. Lord lui propose de rejoindre l'organisation, et devant son refus, l'abat d'une balle dans la tête. Les évènements se poursuivent dans OMAC Project.

## Publications

### Éditions américaines
- Countdown to Infinite Crisis, 2005 (DC comics) publié plusieurs fois.

### Éditions françaises
Ce one-shot a été traduit pour la première fois en français dans le numéro 5 de la revue Batman et Superman de Panini Comics.
Il est à nouveau proposé dans le premier tome de l'édition reliée d'Infinite Crisis chez Urban Comics en 2014.